# Mort vivent
Un mort vivent o no-mort és un monstre o criatura que continua de moure's i d'obrar com si fos viu tot i que ha patit la mort. Pot tractar-se d'un cadàver animat, d'un ésser ressuscitat o un tipus d'esperit. Els morts vivents es diferencien de les ànimes, ja que l'ànima pertany a l'altre món (sigui el paradís o l'infern) mentre que el mort vivent actua en el món terrenal i sovint la seva tornada de la mort no és pas desitjada i és sinònim de perill.
Els rituals per convocar els morts vivents o per conjurar llur aparició daten d'antic, com es veu als ritus grecs per tal d'evitar la resurrecció dels morts. El vodú atorga un paper central a aquestes pràctiques, properes a l'espiritisme.
El concepte de mort vivent és freqüent a la literatura fantàstica i els jocs basats en aquesta (on sovint es considera una raça a part), així com al cinema de terror.

## Tipus de morts vivents
La llista següent conté algunes de les criatures considerades morts vivents:
- vampir[1]
- fantasma
- zombi
- draug
- ghoul
- wraith
- esperit, aparició o ànima en pena
- mòmia
- banshee
- Jiangshi
- espectre
- myling